# 독일 박물관

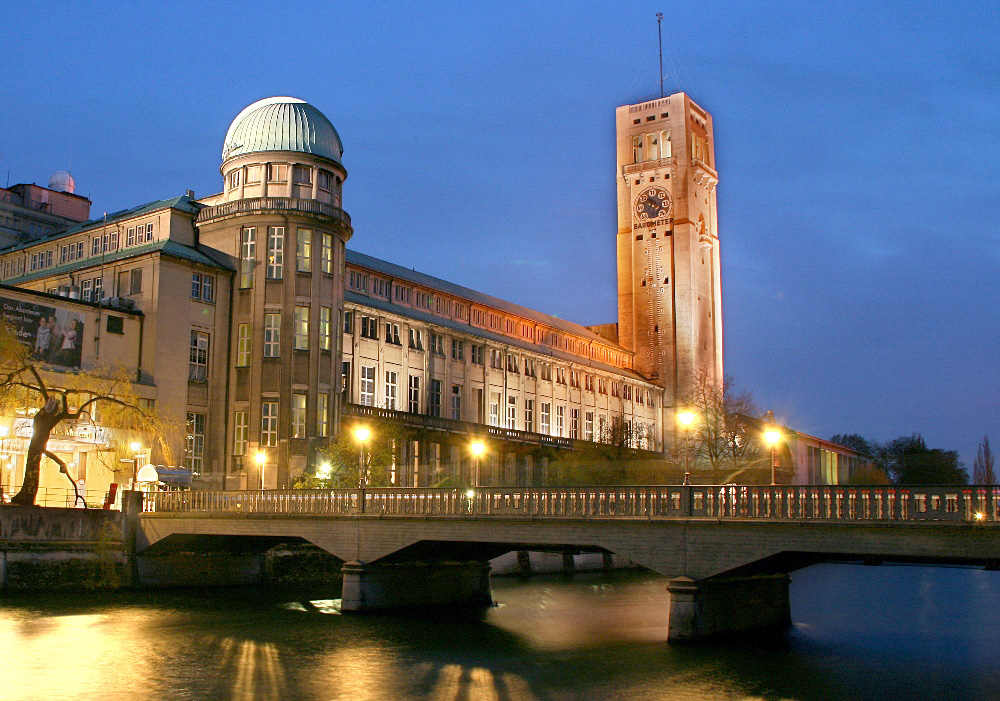
국립 독일 박물관

독일 박물관(독일어: Deutsches Museum)은 독일 뮌헨에 있는 세계 최대의 과학과 기술 분야 박물관으로, 과학과 기술에 관련된 50개 전시실에서 28,000개의 전시물들을 전시하고 있다. 이 박물관은 1903년 6월 28일 독일 공학자 협회(Verein Deutscher Ingenieure; VDI)의 정기 모임에서의 오스카 폰 밀러의 계획에 의해 설립되었다.

## 박물관 섬

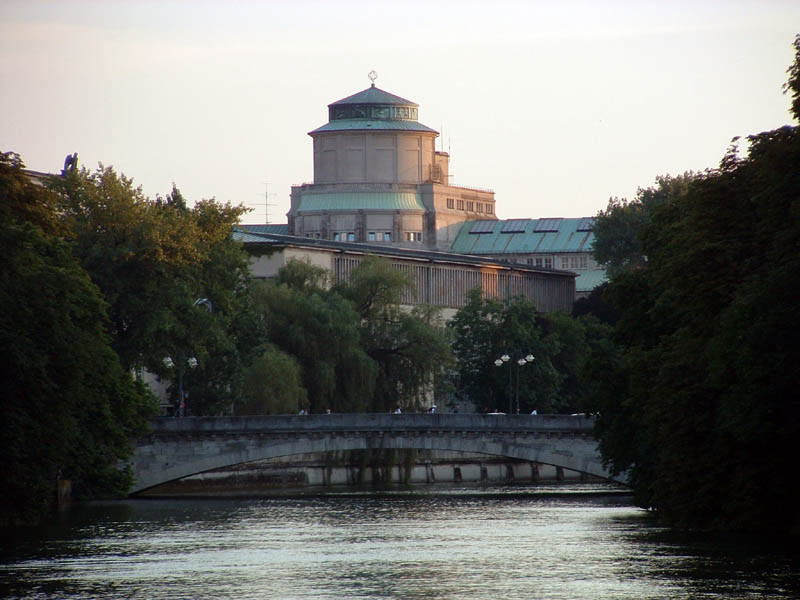
독일 박물관과 박물관 섬

독일 박물관 본관이 위치한 지역은 이자르강에 있는 작은 섬으로, 이 섬은 중세 이래 뗏목을 이용하던 곳이었으며, 홍수가 자주 일어나던 곳으로 1772년까지 아무 건물도 세워지지 않았던 곳이다. 1772년 섬에 이자르 막사가 세웠고, 1899년 홍수로 인해 막사가 다시 세워졌다. 1903년 뮌헨 시 의회는 이 섬에 독일 박물관을 새로 세울 것임을 발표하였고, 이 섬의 이름은 석탄 섬(Kohleinsel)에서 박물관 섬(Museumsinsel)으로 바뀌었다.

## 그 외 지역
박물관 섬에 있는 본관 이외에도, 뮌헨 근교와 본에 분관이 있다.

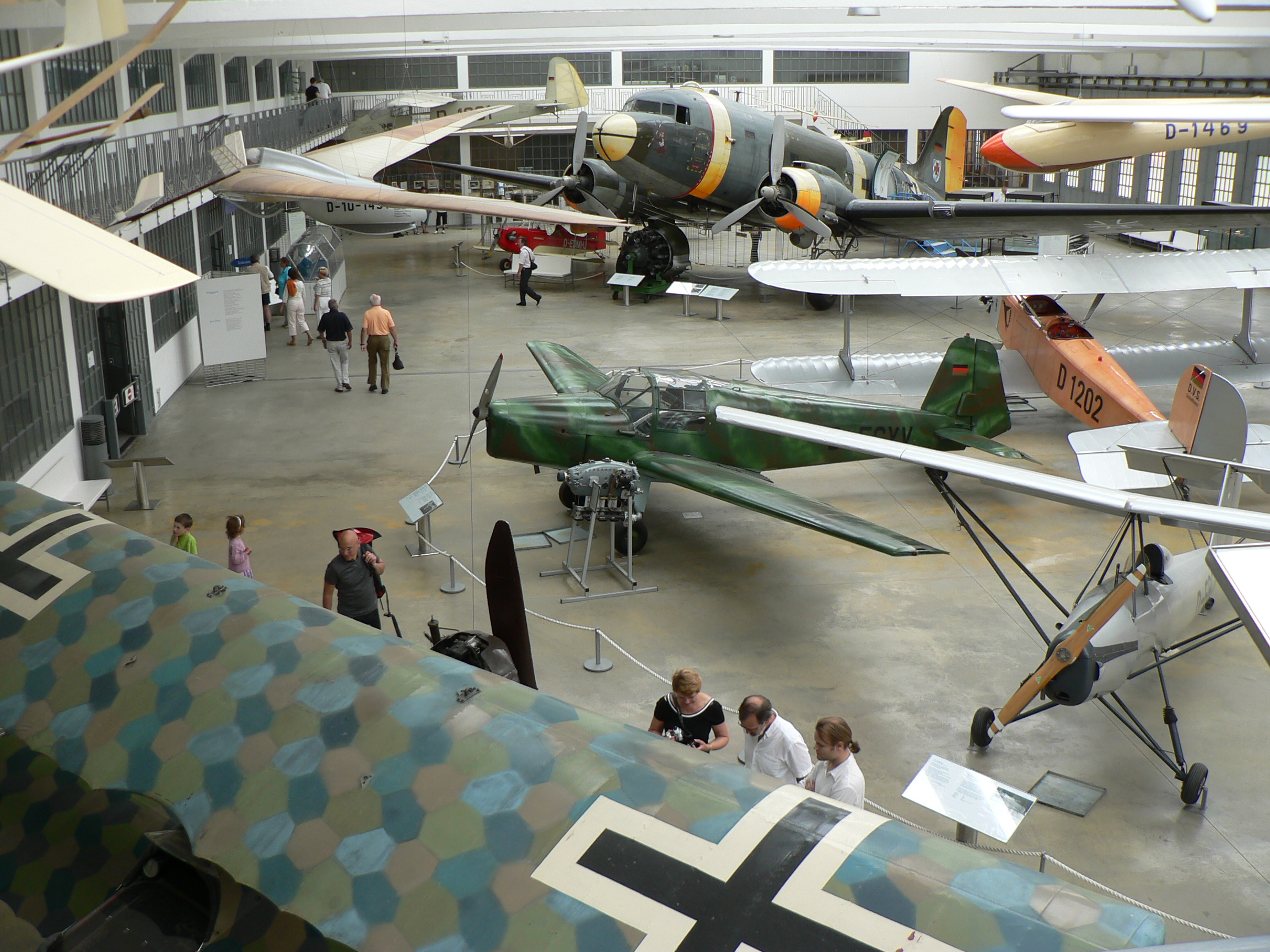
독일 박물관 항공관

독일 박물관 항공관(Deutsches Museum Flugwerft Schleißheim)은 뮌헨 시내 중심에서 북쪽으로 18km 떨어진 슐라이스하임(Schleißheim) 성 근처에 있다. 이 곳은 제1차 세계 대전 이전에 세워진 독일 최초의 공군 기지 중 하나였던 곳이다. 오래된 비행 관제소 건물에 2000년대 후반 바이에른주의 총리였던 프란츠 슈트라우스의 강력한 지지로 추가된 현대식 건물로 이루어져 있다. 항공관은 박물관 섬의 본관에 공간이 없어 전시되지 못한 다양한 항공기들을 전시하고 있다.
독일 박물관 교통관(Deutsches Museum Verkehrszentrum)은 뮌헨의 테레지엔회에(Theresienhöhe) 지역에 2003년 문을 열었으며, 교통 기술을 중심으로 다루고 있다.
독일 박물관 본 분관(Deutsches Museum Bonn)은 본에 1995년에 문을 열었으며, 1945년 이후의 독일 과학 기술 분야를 중심으로 다루고 있다.

## 영구 전시관 목록
| - 공작 기계 - 과학 기계 - 광업 - 교량 건설 - 금속 공학 - 기계 요소 - 농업 - 도량형 - 도예 - 독일 박물관의 역사 - 동력 기계 - 마이크로일렉트로닉스 - 물리학 - 사진과 영화 - 석유와 가스 - 섬유 기술 - 수력학 - 시간 측정 - 식품 기술 - 아마추어 라디오 - 알타미라 동굴 | - 약학 - 에너지 기술 - 우주 항행학 - 유리 기술 - 음악 - 인쇄술 - 장난감 - 재료 시험 - 전자 현미경 - 종이 - 천문학 - 철도 모형 - 측지학 - 컴퓨터 - 터널 건설 - 통신 - 항공우주 - 해양 항해술 - 화학 - 환경 |